# كأس تركيا 2007–08
كأس تركيا 2007–08 (بالتركية: 2007-08 Türkiye Kupası)‏ هو موسم من كأس تركيا. كان عدد الأندية المشاركة فيه 72، وفاز فيه كايسري سبور.